# 緊急呼出し エマージェンシー・コール
『緊急呼出し エマージェンシー・コール』（きんきゅうよびだし エマージェンシー・コール）は、1995年11月18日公開の日本映画。原作はマニラ在住の日本人医師である太田靖之のドキュメント小説「緊急呼出し」。

## 概要
東洋一のスラム街、スモーキー・マウンテンを舞台に日本映画初のオールフィリピンロケを敢行した作品。監督は自らも医師免許を持つ大森一樹。大森は、1995年1月17日に発生した阪神・淡路大震災に被災し、芦屋の自宅マンションが被害を受けていたが、翌週には本作品のためフィリピンロケに赴いた。
出演の日本人役者は主演の真田広之、大江千里、鈴木京香、シンシア・ラスター（セリフは英語である）のみであり、あとはフィリピン人の役者である。約90%が英語によるセリフであり、真田、大江との絡み、真田と鈴木との電話の絡みシーンのみ日本語のセリフである。
更に撮影では、日本人スタッフは撮影・照明・録音・チーフ助監督・演技事務などの重要パート10人たらずのみであり、大多数のフィリピン現地のスタッフが助手などを担当している。
1996年にVHS、2017年にDVDが発売された。

## ストーリー
フィリピン、トンドのノース・ジェネラル病院で働く日本人産婦人科インターンの原田英之は行き着き暇もなく、小児科のニッキなどと共に次々と仕事をこなしていた。そんなある日、未成年の妊婦が運ばれてくる。その付き添いのカティに原田は惹かれるものを感じる。

## キャスト
※括弧内は日本語吹替
- 原田英之 - 真田広之（本人）
- ニッキ・サンチャゴ - ローナ・トレンティーノ（佐々木優子）
- カティ - シャーメイン・アーナイス（岡本麻弥）
- セルソー - ダニエル・フェルナンド（森川智之）
- サントス警部 - レス・コーテス（宝亀克寿）
- Dr.フロイ - レイ・PJ・アベラナ
- Dr.リー - ニッキー・マルテル
- Dr.セラノ - チェリー・バイ・ビカチェ
- Dr.サンチャゴ - アーネスト・R・サラテ
- ファラ - シンシア・ラスター（田中敦子）
- 磯村雅美 - 鈴木京香
- 磯村高志 - 大江千里

## スタッフ
- 監督 - 大森一樹
- 原作 - 太田靖之「緊急呼出し」
- 脚色 - 大森一樹、北原陽一
- 録音 - 瀬川徹夫
- スクリプター - 宮腰千代
- 助監督 - 崎田憲一、Marvin Panganiban
- 照明 - 渡辺三雄
- 美術 - Arthur Santamaria
- 音響効果 - 倉橋静男
- ネガ編集 - 三陽編集室
- タイミング - 関口正晴
- タイトル - 赤松陽構造
- 現像 - IMAGICA
- ダビングステージ - 東京テレビセンター
- 協力 - The Philippine Information Agency、RSVP Film Studios
- プロデューサー - 佐倉寛二郎、空閑由美子、Nita Trofeo
- 製作協力 - CINEMA 1635 INC.、オフィスサンマリー
- 製作 - プルミエ・インターナショナル

## 楽曲
- 主題歌 - 大江千里「YOU ARE THE ONLY ONE」（作詞・作曲：大江千里、編曲：清水信之）
- 挿入歌 - テッド伊藤「Maghintay ka lamang（DEEP SKY）」（作詞：前田たかひろ、作曲・編曲：大田黒裕司）

## 受賞歴
- 第38回ブルーリボン賞主演男優賞 - 真田広之（『写楽』・『EAST MEETS WEST』と併せて）[2]
- 第20回報知映画賞主演男優賞 - 真田広之（『写楽』・『EAST MEETS WEST』と併せて）
- 第8回日刊スポーツ映画大賞・石原裕次郎賞主演男優賞 - 真田広之
- 第50回毎日映画コンクール録音賞 - 瀬川徹夫（『写楽』と併せて）